# Rhodeus chosenicus
Rhodeus chosenicus es una especie de peces de la familia de los Cyprinidae en el orden de los Cypriniformes.

## Hábitat
Es un pez de agua dulce.